# Elba (wieś)
Elba – wieś w Stanach Zjednoczonych, w stanie Nowy Jork, w hrabstwie Genesee.